# Scott Fields (Basketballtrainer)
Scott Fields (* 31. Oktober 1967 in Kokoma, Indiana) ist ein US-amerikanischer Basketballtrainer.

## Laufbahn
Fields spielte Basketball an der Lewis Cass High School sowie am Montreat College im US-Bundesstaat North Carolina und begann 1987 seine Trainerlaufbahn als Assistenztrainer am Huntington College in Indiana. Von 1988 bis 1990 war er Co-Trainer am King College (Bundesstaat Tennessee) sowie im Spieljahr 1990/91 in derselben Position am Centenary College in Louisiana tätig. Nach weiteren Stationen als Co-Trainer in seinem Heimatland (1991/92 an der Chowan University, 1992 bis 1994 an der Chaminade University sowie 1994/95 am Chipola College) betreute er in der Saison 1995/96 die US-Profimannschaft Dothan Blast als Cheftrainer.
1996 wechselte Fields nach Luxemburg und war dort im Spieljahr 1996/97 als Co-Trainer beim BBC Ecluse Stadtbredimus sowie als Assistenztrainer der luxemburgischen Nationalmannschaft beschäftigt. Im Sommer 1997 trainierte er die Mannschaft Fajardo Caridudos in Puerto Rico und in der Saison 1997/98 den schwedischen Verein Jämtland Ambassadors, der aber im März 1998 bankrottging, sodass er zur Trennung zwischen Fields und der Mannschaft kam.
In der Saison 1998/99 übte Fields das Amt des Cheftrainers beim österreichischen Bundesligisten UKJ Möllersdorf aus. Von Oktober bis Ende Dezember 1999 stand er als Cheftrainer in Diensten des deutschen Bundesligisten SSV Ratiopharm Ulm.
Fields führte den saudischen Klub Al Ittihad im Spieljahr 2000/01 zum Gewinn des nationalen Meistertitels. Es folgten mit al-Riyadi Club Beirut im Libanon (2002/03), Qatar Sports Club  in Katar (2003/04) sowie den libanesischen Vereinen Champville SC (2004/05) und Sagesse SC (2005) weitere Stationen im Nahen Osten. 2006 war Fields als Trainer und Manager von Salt Lake Dream in der US-Liga ABA tätig, in der Saison 2006/07 trainierte er die Utah Eagles in der CBA, einer weiteren Profispielklasse in seinem Heimatland.
Im Frühjahr 2007 leitete er die Saisonvorbereitung der Jilin North East Tigers aus der chinesischen Liga CBA. 2007, 2008 und 2009 fungierte Fields als Co-Trainer der Golden State Warriors in der Sommerliga der NBA. In den Jahren 2009 und 2010 nahm er zudem als Gast regelmäßig an Trainingseinheiten der Utah Jazz teil. In der Saison 2007/08 stand er als Cheftrainer beim chinesischen Klub Dongguan Snowwolves unter Vertrag und arbeitete 2010 erneut für den Verein als Trainer.
Während der NBA-Sommerliga 2012 war er Mitglied des erweiterten Trainerstabs der Sacramento Kings. Ab September 2012 bis März 2013 war Fields Trainer der Mannschaft Guaros de Lara in Venezuela. Ab Dezember 2013 trat Fields regelmäßig in einer nach ihm benannten Internetsendung als Basketball-Fachmann auf. Im Januar 2016 wurde Fields als Co-Trainer der Utah State University Eastern tätig und hatte das Amt bis Dezember 2017 inne. Fields’ Sohn Brandon Sly wurde Berufsbasketballspieler.
Im Sommer 2023 übernahm Fields das Traineramt an der East High School in Salt Lake City.